# Lovejoy (Kriminalroman)
Lovejoy ist der Protagonist in einer Serie von Kriminalromanen des britischen Schriftstellers John Grant, die er unter dem Pseudonym Jonathan Gash veröffentlicht hat. Lovejoy ist ein Antiquitätenhändler aus East Anglia, dessen Vorname in den Büchern nicht genannt wird.

## Die Bücher
In Großbritannien sind die folgenden Lovejoy-Romane veröffentlicht worden:
1. The Judas Pair (1977)
2. Gold By Gemini (1978)
3. The Grail Tree (1979)
4. Spend Game (1980)
5. The Vatican Rip (1981)
6. Firefly Gadroon (1982)
7. The Sleepers of Erin (1983)
8. The Gondola Scam (1984)
9. Pearlhanger (1985)
10. The Tartan Ringers (1986)
11. Moonspender (1986)
12. Jade Woman (1988)
13. The Very Last Gambado (1989)
14. The Great California Game (1991)
15. The Lies of Fair Ladies (1992)
16. Paid And Loving Eyes (1992)
17. The Sin Within Her Smile (1993)
18. The Grace in Older Women (1995)
19. The Possessions of a Lady (1995)
20. The Rich And the Profane (1998)
21. Rag, a Bone And a Hank of Hair (1999)
22. Every Last Cent (2001)
23. Ten Word Game (2003)

Von diesen sind bislang nur drei in deutscher Übersetzung erschienen: Lovejoys Duell (engl. The Judas Pair), Lovejoys Gral (The Grail Tree) und Lovejoys Gold (Gold from Gemini). 

## Die Fernsehserie
Auf der Grundlage der Bücher produzierte der britischen Fernsehsender BBC die Fernsehserie Lovejoy, die von 1986 bis 1994 ausgestrahlt wurde. Die Titelrolle des Lovejoy verkörperte Ian McShane. Nach der Absetzung 1986 als One year wonder belächelt, wurde sie im Jahr 1991 als regelmäßige Ausstrahlung wieder ins Programm genommen. 
In der Fernsehfassung wurde dem Wunsch des Autors entsprochen, den Vornamen von „Lovejoy“ geheim zu halten. Allerdings behauptete ein Gast in der Serie, der Vorname sei „Malcolm“, was Lovejoy selbst aber weder dementierte noch bestätigte.